# Saison 2024-2025 du FC Nantes
 (mai 2025).
Maillots
Dernière mise à jour : 2 juin 2025.
Chronologie
Saison précédente Saison suivante
La saison 2024-2025 du FC Nantes est la 82e saison de l'histoire du club nantais. Le club est engagé dans 2 compétitions : la Ligue 1 (57e participation) et la Coupe de France (82e participation).

## Pré-saison
- 30 mai : Macron dévoile le nouveau maillot domicile de la saison[1].
- 13 juin : Macron dévoile le nouveau maillot extérieur de la saison[2].
- 21 juin : calendrier de la Ligue 1 dévoilé par la LFP[3].
- 1er juillet : reprise de l'entraînement à la Jonelière[4].
- 15 au 20 juillet : stage de préparation en Autriche[4].
- 18 août : 1er match de Ligue 1[3].

## Effectif et encadrement

### Transferts
| Nom                  | Nationalité    | Poste     | Transfert           | Provenance/Destination | Division            | Référence |
| -------------------- | -------------- | --------- | ------------------- | ---------------------- | ------------------- | --------- |
| Arrivées             |                |           |                     |                        |                     |           |
| Patrik Carlgren      | Suède          | Gardien   | Libre               | Randers FC             | Superliga           | Référence |
| Fabien Centonze      | France         | Défenseur | Retour de prêt      | Hellas Vérone          | Serie A             | -         |
| Nicolas Cozza        | France         | Défenseur | Prêt renouvelé      | VfL Wolfsburg          | Bundesliga          | Référence |
| Junior Diaz          | Côte d'Ivoire  | Défenseur | Retour de prêt      | FC Annecy              | Ligue 2             | -         |
| Yassine Benhattab    | France         | Milieu    | Transfert           | Aubagne FC             | National 2          | Référence |
| Lamine Diack         | Sénégal        | Milieu    | Retour de prêt      | Colorado Rapids        | Major League Soccer | -         |
| Jean-Philippe Gbamin | Côte d'Ivoire  | Milieu    | Libre               | USL Dunkerque          | Ligue 2             | Référence |
| Johann Lepenant      | France         | Milieu    | Prêt avec OA        | Olympique lyonnais     | Ligue 1             | Référence |
| Sorba Thomas         | Pays de Galles | Milieu    | Prêt avec OA        | Huddersfield Town      | Championship        | Référence |
| Matthis Abline       | France         | Attaquant | Transfert définitif | Stade rennais FC       | Ligue 1             | Référence |
| Tino Kadewere        | Zimbabwe       | Attaquant | Transfert définitif | Olympique lyonnais     | Ligue 1             | Référence |
| Départs              |                |           |                     |                        |                     |           |
| Rémy Descamps        | France         | Gardien   | Fin de contrat      | Olympique lyonnais     | Ligue 1             | Référence |
| Denis Petrić         | Slovénie       | Gardien   | Fin de contrat      | RC Lens                | Ligue 1             | Référence |
| Eray Cömert          | Suisse         | Défenseur | Fin de prêt         | Valence CF             | LaLiga              | -         |
| Junior Diaz          | France         | Défenseur | Transfert           | ESTAC Troyes           | Ligue 2             | Référence |
| Bastien Meupiyou     | France         | Défenseur | Transfert           | Wolverhampton          | Premier League      | Référence |
| Mohamed Achi         | France         | Milieu    | Transfert           | Rodez AF               | Ligue 2             | Référence |
| Yassine Benhattab    | France         | Milieu    | Prêt                | Aubagne FC             | National            | Référence |
| Lamine Diack         | Sénégal        | Milieu    | Prêt avec OA        | Hatayspor              | SüperLig            | Référence |
| Lohann Doucet        | France         | Milieu    | Transfert définitif | Paris FC               | Ligue 2             | Référence |
| Samuel Moutoussamy   | Congo          | Milieu    | Fin de contrat      | Sivasspor              | SüperLig            | Référence |
| Moussa Sissoko       | France         | Milieu    | Fin de contrat      | Watford FC             | Championship        | Référence |
| Stredair Appuah      | France         | Attaquant | Transfert           | Palerme FC             | Serie B             | Référence |
| Kader Bamba          | France         | Attaquant | Fin de contrat      | -                      | -                   | -         |
| Bénie Traoré         | Côte d'Ivoire  | Attaquant | Fin de prêt         | Sheffield United       | Championship        | -         |

| Nom           | Nationalité | Poste   | Transfert | Provenance/Destination | Division | Référence |
| ------------- | ----------- | ------- | --------- | ---------------------- | -------- | --------- |
| Arrivées      |             |         |           |                        |          |           |
| Anthony Lopes | Portugal    | Gardien | Libre     | Olympique lyonnais     | Ligue 1  | Référence |
| Départs       |             |         |           |                        |          |           |

| Nom                  | Nationalité                      | Poste     | Transfert    | Provenance/Destination | Division            | Référence |
| -------------------- | -------------------------------- | --------- | ------------ | ---------------------- | ------------------- | --------- |
| Arrivées             |                                  |           |              |                        |                     |           |
| Saïdou Sow           | Guinée                           | Défenseur | Prêt         | RC Strasbourg          | Ligue 1             | Référence |
| Francis Coquelin     | France                           | Milieu    | Libre        | Villarreal CF          | LaLiga              | Référence |
| Meschack Elia        | République démocratique du Congo | Attaquant | Prêt avec OA | BSC Young Boys         | Super League        | Référence |
| Départs              |                                  |           |              |                        |                     |           |
| Jean-Kévin Duverne   | Haïti                            | Défenseur | Prêt         | KV Courtrai            | Jupiler Pro League  | Référence |
| Hugo Boutsingkham    | France                           | Milieu    | Prêt         | Stade briochin         | National 2          | Référence |
| Jean-Philippe Gbamin | Côte d'Ivoire                    | Milieu    | Transfert    | FC Zurich              | Super League        | Référence |
| Ignatius Ganago      | Cameroun                         | Attaquant | Prêt avec OA | New England Revolution | Major League Soccer | Référence |

## Matchs de la saison

### Matchs officiels de la saison
Le club est engagé dans 2 compétitions : la Ligue 1 (57e participation) et la Coupe de France (82e participation).
- La Ligue 1 2024-2025 est la 87e édition du championnat de France de football et la 23e sous l'appellation « Ligue 1 ». La division oppose 18 clubs en une série de 34 rencontres. Les meilleurs de ce championnat se qualifient pour les coupes d'Europe que sont la Ligue des champions, la Ligue Europa et la Ligue Conférence.
- La Coupe de France 2024-2025 est la 108e édition de la coupe de France, une compétition à élimination directe mettant aux prises tous les clubs de football amateurs et professionnels à travers la France métropolitaine et les DOM-TOM. Elle est organisée par la FFF et ses ligues régionales.

#### Classement
| Rang | Équipe           | Pts | J  | G  | N  | P  | Bp | Bc | Diff |
| ---- | ---------------- | --- | -- | -- | -- | -- | -- | -- | ---- |
| 11   | AJ Auxerre P     | 42  | 34 | 11 | 9  | 14 | 48 | 51 | −3   |
| 12   | Stade rennais FC | 41  | 34 | 13 | 2  | 19 | 51 | 50 | +1   |
| 13   | FC Nantes        | 36  | 34 | 8  | 12 | 14 | 39 | 52 | −13  |
| 14   | Angers SCO P     | 36  | 34 | 10 | 6  | 18 | 32 | 53 | −21  |
| 15   | Le Havre AC      | 34  | 34 | 10 | 4  | 20 | 40 | 71 | −31  |

## Statistiques

### Statistiques collectives
| Compétition     | Débute au tour | Termine        | Matches joués | Gagnés | Nuls | Perdus | Buts pour | Buts contre | Différence | Cartons jaunes | Cartons rouges |
| --------------- | -------------- | -------------- | ------------- | ------ | ---- | ------ | --------- | ----------- | ---------- | -------------- | -------------- |
| Ligue 1         | -              | -              | 34            | 8      | 12   | 14     | 39        | 52          | -13        | 71             | 4              |
| Coupe de France | 1/32 de finale | 1/16 de finale | 2             | 1      | 0    | 1      | 5         | 2           | +3         | 0              | 0              |
| Total           | -              | -              | 36            | 9      | 12   | 15     | 44        | 54          | -10        | 71             | 4              |

### Canari du Mois
Le FC Nantes a mis en place en 2017-2018, un système permettant aux supporters de voter pour le meilleur joueur nantais durant chaque mois de l'année. (Entre parenthèses, le nombre de trophées remportés par le joueur.)
| Mois           | Lauréat             |
| -------------- | ------------------- |
| Août 2024      | Moses Simon (6)     |
| Septembre 2024 | Johann Lepenant (1) |
| Octobre 2024   | Johann Lepenant (2) |
| Novembre 2024  | Patrik Carlgren (1) |
| Décembre 2024  | Moses Simon (7)     |
| Janvier 2025   | Nicolas Pallois (7) |
| Février 2025   | Matthis Abline (2)  |
| Mars 2025      | Louis Leroux (1)    |
| Avril 2025     | Douglas Augusto (2) |

## Business Club FC Nantes
- Club Entreprises du FC Nantes[16]
  - Anvolia
  - Be Green
  - Crédit mutuel
  - E.Leclerc Pôle Sud
  - Hellfest
  - Les Gars des Eaux
  - LNA Santé
  - Macron
  - Millet Fenêtres et Façades
  - Nantes Métropole
  - Synergie

## Affluence
L'affluence à domicile du FC Nantes atteint un total :
- de 514 565 spectateurs en 17 rencontres de Ligue 1, soit une moyenne de 30 269/match.
- de 514 565 spectateurs en 17 rencontres toutes compétitions confondues, soit une moyenne de 30 269/match.

Affluence du FC Nantes à domicile